# CatDog
CatDog è una serie televisiva a cartoni animati prodotta da Nickelodeon e creata da Peter Hannan. Prodotta dai Nickelodeon Studios di Burbank, California, con le animazioni eseguite nella succursale coreana (Seul) dei Rough Draft Studios e talvolta dagli studi coreani della Saerom Animation, Inc.

## Trama
La serie narra le avventure di Cat e Dog, rispettivamente un cane ed un gatto che, per puro scherzo della natura, non solo sono fratelli, ma anche siamesi. Cat è raffinato, pulito, amante della musica classica, pessimista, egocentrico e realista, mentre Dog è ottimista, un po' sciocco ed amante della musica rock. I due vivono a Nearburg, una cittadina statunitense popolata perlopiù da animali antropomorfi. Cat e Dog abitano insieme ad un topo blu chiamato Winslow, in una casa a forma di osso e di pesce. I due fratelli, essendo considerati due "scherzi della natura", sono spesso vittima di bullismo da parte dei Greasers, una banda formata da tre cani antropomorfi. A volte, Cat e Dog sono costretti a lavorare per il coniglio tuttofare Rancid.

## Genesi della serie
CatDog inizialmente doveva essere un cortometraggio di 2/3 minuti per il canale Nickelodeon, ma il network decise di creare una serie vera e propria. L'ispirazione della serie viene dai racconti sui gemelli siamesi che il creatore Peter Hannan sentiva alla televisione e sulle relazioni tra i cani ed i gatti del vicinato.

## Episodi
| Stagione         | Episodi | Prima TV USA | Prima TV Italia |
| ---------------- | ------- | ------------ | --------------- |
| Prima stagione   | 20      | 1998         | 2004            |
| Seconda stagione | 20      | 1999-2000    |                 |
| Terza stagione   | 20      | 1999-2001    |                 |
| Quarta stagione  | 10      | 2000-2005    |                 |

## Personaggi principali
- Cat - Pietro Ubaldi: è un gatto ed il fratello maggiore di Dog. Serio, egocentrico, talvolta senza scrupoli pur di raggiungere i propri scopi, Cat è anche un grande amante della musica classica e della lettura. Ha un carattere piuttosto diffidente, ed è spesso la vittima prediletta dei Greasers e del topo Winslow. Inoltre, è sfortunato in amore.
- Dog - Luca Sandri: è un cane. Ingenuo ed eternamente allegro, ama giocare a riporto, inseguire i postini ed i camion della spazzatura. Fratello minore di Cat, è apprezzato invece dal topo Winslow. La frase che dice di più è:"Hi-ho diggety!"
- Winslow - Daniele Demma: un topo blu con l'accento di Brooklyn (nella versione originale), Winslow è piuttosto sadico e pungente, e spesso adora prendersi gioco di Cat. Vive in un buco nel muro della casa di CatDog. Nel film scopriamo che Winslow ha trovato Cat e Dog quando i due erano dei neonati e si è preso cura di loro.
- Rancid Rabbit - Aldo Stella: è un coniglio verde che possiede innumerevoli attività a Nearburg e spesso sfrutta CatDog per i suoi scopi.
- Cliff - Marco Balzarotti: questo cane è il capo della banda di bulli chiamata "i Greasers". Tra i tre, è il più irascibile e aggressivo. Chiama Dog "coda di gatto". Coltiva in segreto una passione per la danza classica.
- Shriek - Graziella Porta: una barboncina e l'unica femmina dei tre Greasers. Viene da una famiglia molto ricca, e suo padre è in prigione. Nell'episodio "Shriek ama Dog", si scopre che Shriek ha una cotta per Dog, invece nell'episodio "La trasformazione di Shriek", Cliff e Lube ridono nel scoprire che la loro amica sia davvero una femmina. Cat ha una cotta per lei.
- Lube - Diego Sabre: terzo membro dei Greasers, Lube è un cane molto alto, balbuziente e tonto. Nel film, si scopre che è figlio di una madre gatta e di un padre cane, e ha una sorella cane che vuole sposare Cat. Inoltre è un meccanico e ripara le macchine.
- Mervis e Dunglap - Andrea De Nisco: Mervis e Dunglap sono rispettivamente un maiale ed una donnola, entrambi di sesso maschile. Sono amici di CatDog, ma litigano spesso tra di loro.
- Sig. Sunshine - Stefano Albertini: Sunshine, il cui vero nome è Cornelius, un tempo era un signore ilare che desiderava essere ammesso alla scuola per clown ("La ballata del 159"). Anni dopo, Sunshine è diventato triste, parla in maniera lenta e spesso si addormenta senza concludere le cose, come nell'episodio "Una festa bestiale", dove fa l'animatore alla festa di Cat. Nell'episodio "L'accalappiacani", Rancid lo sbatte in prigione, insieme a tutti gli altri abitanti di Nearburg (tranne Cat) e si scopre che neanche gli abitanti della serie sanno quale sia la vera specie di Sunshine (è un essere verde, dalla faccia umana e con il codino arricciato da maiale).
- Eddie (Squirrel) - è uno scoiattolo grigio che aspira a diventare un membro dei Greasers e considera Cliff come un suo idolo. Spesso, i Greasers lo maltrattano, usandolo come se fosse un giocattolo e lanciandoselo tra di loro quando fanno sport.
- Randolph - è una tigre maschio che appare per la prima volta nell'episodio "La fine di CatDog". Randolph è molto eccentrico e ama provare le cose più insolite per sentirsi importante.
- Tallulah - è una famosa attrice. Cat la conosce per la prima volta nell'episodio "Cat Superstar", e da quel momento ci diventa amico. In continua ricerca della sua anima gemella, è "astuta come un gatto e fedele come un cane".
- Mean Bob - è un personaggio di film d'azione, di cui Dog è un grande fan. Il maggior nemico di Mean Bob è Evil Eric. Appare per la prima volta nell'episodio "Il collezionista", dove Cat diventa un collezionista delle action figure di Mean Bob. Nell'episodio "Avventure nello spazio", Cat e Dog entrano in un film di Mean Bob e fanno la parte degli eroi.
- Lola Caricola - è un'uccellina blu con i capelli neri a caschetto. Viene dal Messico e sin da piccola ha desiderato essere una zoologa, e perciò studia la vita di CatDog. Appare solamente nella terza stagione (dall'episodio "Lola Dolce Lola") e compie un cameo all'inizio del film della serie. All'inizio, Cat e Dog non andavano d'accordo con lei, ma poi Lola li ha salvati dai Greasers e quindi da quel momento, l'uccellina ha iniziato a risiedere in una casa sull'albero accanto a casa di CatDog.

## Film
Nel 2005 è stato trasmesso un film per la televisione basato sulla serie animata, intitolato Il grande mistero dei genitori di CatDog.